# Obesogammarus mediodanubialis
Obesogammarus mediodanubialis is een vlokreeftensoort uit de familie van de Pontogammaridae. De wetenschappelijke naam van de soort is voor het eerst geldig gepubliceerd in 1953 door S. Karaman.